# Athabasca River
Athabasca River (fransk: rivière Athabasca) kommer fra Columbia Glacier i Columbia Icefield i Jaspers National Park i Alberta, Canada. De imponerende Athabasca Falls ligger ved den øvre del af floden, omkrinig 30 km fra centrum af byen Jasper.

## Navnet
Navnet "Athabasca" kommer af ordet aðapaskāw på Creesproget, som omtrent betyder "hvor der er den ene plante efter den anden", referererende til den pletvise vegetation langs floden.

## Historie
Stammerne Sekani, Shuswap, Kootenay, Salish, Stoney og Cree jagtede og fiskede langs floden før den europæiske kolonisering. I 1811 rejste den opdagelsesrejsende David Thompson og irokeseren Thomas gennem Athabascapasset.
Floden blev en Canadian Heritage River for dens betydning under pelshandelen og bygningen af jernbaner og veje som åbnede det vestlige Canada, samt for dens naturkvaliteter.

## Geografi
Athabasca begynder ved foden av Columbiabræen i Jaspers National Park, omkring 1.600 meter over havet. Floden løber mellem isbræer og gennem dybe kløfter, med rigt dyre- og planteliv langs bredderne og tilliggende moseområder. Nationalparker og andre værneområder blev oprettet for at beskytte naturen i området. Floden krydser også over den sydøstlige grænse til Wood Buffalo National Park, hvor flodløbet er præget af stryg, som hindrer bådtrafik nord for Fort McMurray. Floden munder ud i Peace-Athabasca Deltaet ved Athabascasøen, syd for Fort Chipewyan.

## Byer langs floden
Der er mange byer langs Athabasca Rivers bredder, f.eks. Jasper, Brule (Alberta)Brule, Entrance, Hinton, Whitecourt, Fort Assiniboine, Smith, Athabasca, Fort McMurray, og Fort MacKay.

### Bifloder
| Alberta's Rockies - Habel Creek - Warwick Creek - Quincy Creek - Chaba River - Dragon Creek - Sunwapta River - Ranger Creek - Fryatt Creek - Lick Creek - Geraldine Lakes - Kerkeslin Creek - Hardisty Creek - Whirpool River - Astoria River - Portal Creek - Wabasso Creek - Whistlers Creek - Tekerra Creek - Miette River - Pyramid Lake - Maligne River - Garonne Creek - Snaring River - Morro Creek - Cobblestone Creek - Corral Creek - Jacques Creek - Rocky River - Snake Indian River - Mountain Creek - Fiddle River - Supply Creek - Oldhouse Creek - Prine Creek - Maskuta Creek | Central Alberta - Hardisty Creek - Fish Creek - Cache Petotte Creek - Tiecamp Creek - Canyon Creek - Ponoka Creek - Plante Creek - Apetowun Creek - Obed Creek - Oldman Creek - Nosehill Creek - Jackpine Creek - Berland River - Wildhay River - Beaver Creek - Marsh Head Creek - Pine Creek - Pass Creek - Two Creek - Windfall Creek - Chickadee Creek - Bessie Creek - Stony Creek - Sakwatamau River - McLeod River | Northern Alberta - Freeman River - Timeu Creek - Pembina River - Lesser Slave River - Lawrence Lake Creek - Baptiste Lake Creek - Tawatinaw River - La Biche River - Calling River - McMillan Lake Creek - Parallel Creek - Pelican River - House River - Horse River - Clearwater River - Steepbank River - Muskeg River - Mackay River - Ells River - Firebag River - Richardson River |

## Eksterne kilder og henvisninger
1. 1 2  Atlas of Canada. "Canadian Rivers". Arkiveret fra originalen 2. februar 2007. Hentet 2007-01-16.
2. ↑  Benke and Cushing, p. 845
3. ↑  "Natural Resources Canada-Canadian Geographical Names (Athabasca River)". Hentet 2014-08-29.
4. ↑  "Atlas of Canada Toporama". Hentet 2014-08-29.
5. ↑  Bright, William (2004). Native American Place Names of the United States. Norman: University of Oklahoma Press, pg. 52
6. ↑  Athabasca River Arkiveret 8. oktober 2006 hos  Wayback Machine  Canadian Heritage River System
7. ↑  Athabasca River Encyclopædia Britannica 2006

- Wikimedia Commons har flere filer relateret til Athabasca River